# Татарское кладбище (Копыль)
Татарское кладбище (бел. Татарскія могілкі) — кладбище в Копыле, старейшие захоронения которого относятся ко второй половине XIX века.

## История
Татары осели в Копыле в начале XVI века. После поражения Крымского ханства в битве под Клецком 5 августа 1506 года небольшие группы татар стали отступать от места битвы. В Копыле войска под предводительством Анастасии Слуцкой взяли их в плен.
Именно из пленных татар стало состоять первое татарское население Копыля. Пленные татары охотно присягали местным князьям Олельковичам, получали земельные участки с обязанностью нести военную службу в Великом княжестве Литовском. Они сумели перейти на мирный образ жизни, а также внести вклад в промышленность городка. Этому поспособствовало распространенное среди польско-литовских татар кожевничество.
В конце XIX века, на момент расцвета Копыля, численность татар в местечке насчитывала около сотни человек. В 1880-е были построены мечеть, которая до наших дней не сохранилась, и мизар, являющийся единственным памятником татарской общины. Согласно данным, которые были собраны в 1931 году, в городке проживало 29 татарских семей, состоящих из 117 человек. На месте бывшей Татарской слободы сейчас находятся детский сад и баня.
Кладбище не охраняется как историко-культурная ценность, лишь немногие захоронения имеют ограждение.

## Ссылка
- Як з’явіліся татары ў Капылі, і што засталося ад татарскай абшчыны